# Oscar Lüthy

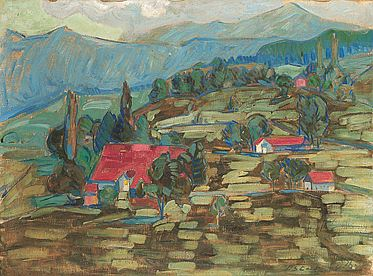
Landschaft mit Häusern und Bäumen

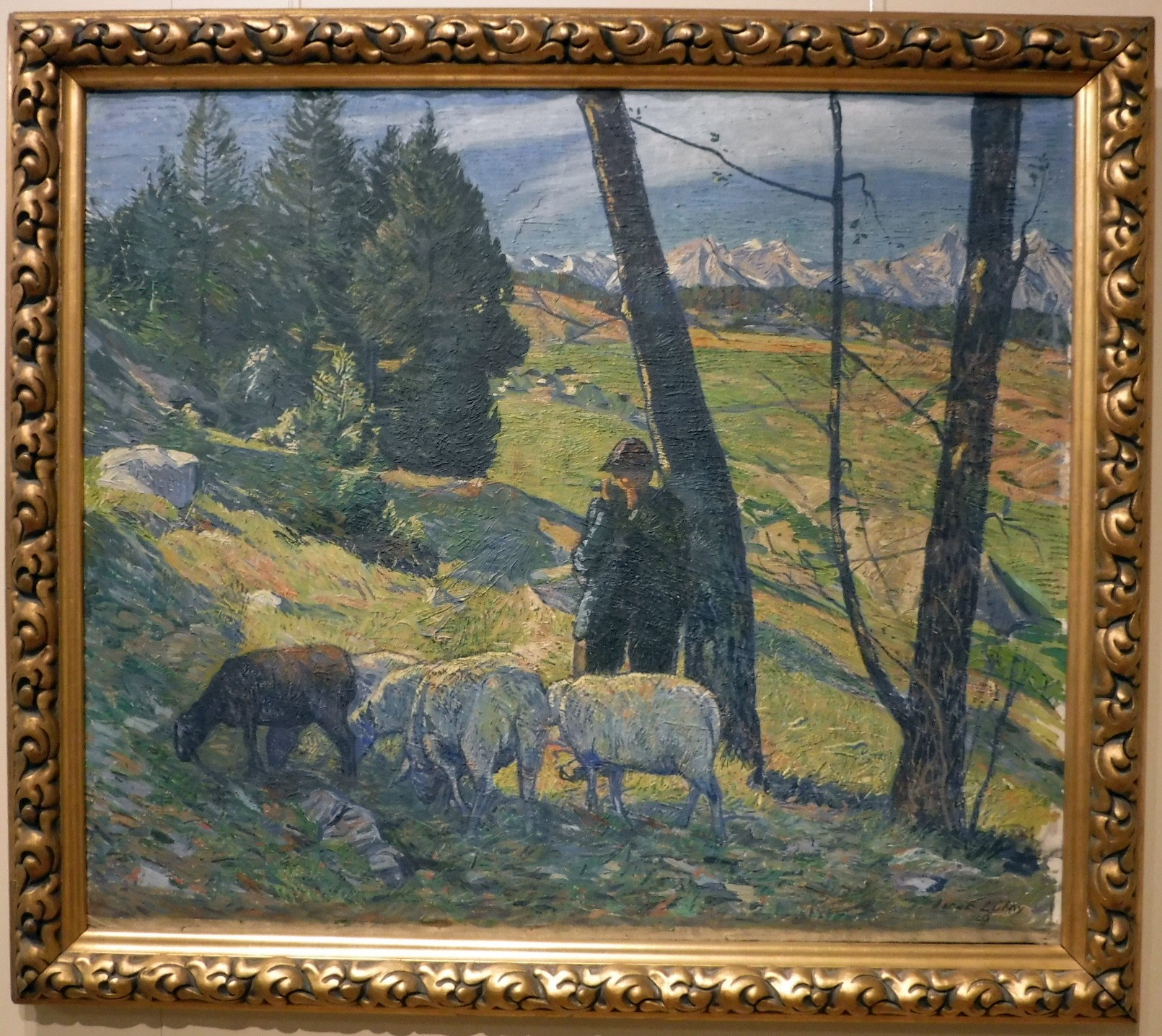
Flöte spielender Schäfer mit Schafherde

Oscar Lüthy (* 26. Juni 1882 in Bern; † 1. Oktober 1945 in Zürich) war ein Schweizer Maler. Er gehörte der Künstlergruppe «Der moderne Bund» an.

## Leben und Werk
Oscar Wilhelm Lüthy (auch Oskar Wilhelm Lüthy) studierte an der Kunstgewerbeschule Bern Architektur und lebte von 1903 bis 1907 im Kanton Wallis, wo er sich, nach ersten Malversuchen, der Freiluftmalerei zuwandte. Anschliessend belegte er vorübergehend in München private Malkurse bei Hans Lietzmann, wo er mit der religiösen Malerei in Kontakt kam. 1911 gründete er mit Jean Arp und Walter Helbig in Weggis die Künstlergruppe «Der moderne Bund», mit der er bis 1913 an drei Ausstellungen teilnahm, unter anderen an der programmatischen Manifestation 1912 im Kunsthaus Zürich. Nach Studienaufenthalten in Italien und Paris liess er sich in Zürich nieder.
Von 1918 bis 1920 beteiligte er sich an Ausstellungen der in Basel gegründeten Künstlervereinigung «Das Neue Leben». 1920 unterzeichnete er das Dadaistenmanifest. Durch die Bekanntschaft mit dem Maler Otto Meyer-Amden wandte er sich vermehrt der Anthroposophie und christlichen Mystik zu. 1925 kaufte das Stadtmuseum Dresden sein Gemälde «Madonna» (Technik und Masse unbekannt). Das Werk wurde von den Nationalsozialisten in Dresden beschlagnahmt und 1933 im Innenhof des Dresdner Neuen Rathauses auf der Ausstellung Entartete Kunst gezeigt, die danach in acht weiteren deutschen Städten zu sehen war. 1937 hing das Gemälde von Lüthy in München auf der grossen gleichnamigen Ausstellung an der Südwand in Raum 1, zusammen mit Bildern von Karl Schmidt-Rottluff und Emil Nolde. Sein weiterer Verbleib ist unbekannt. Lüthy erhielt in der Schweiz zahlreiche Aufträge von kirchlichen Institutionen, sein letztes grosses Werk war das Altarbild für die Christuskirche in Oerlikon (1941–1942).

## Werke in öffentlichen Sammlungen
- Aargauer Kunsthaus, Aarau
- Kunstmuseum Bern
- Kunsthaus Glarus
- Kunstmuseum St. Gallen
- Kunsthaus Zürich